# المعهد الدبلوماسي السوري
المعهد الدبلوماسي هو معهد حكومي يرتبط بوزير الخارجية والمغتربين في سوريا، أُحدث كهيئة مستقلة بهدف إعداد وتأهيل الدبلوماسيين والعاملين في وزارة الخارجية في مجال العلوم الدبلوماسية والسياسة الخارجية والدبلوماسية العامة والقانون الدولي والمراسم والعلاقات العامة ومهارات التواصل.
يرتبط المعهد الدبلوماسي بوزير الخارجية والمغتربين في سورية، إلا أن مديره يعين بمرسوم من رئيس الجمهورية مباشرة. وتمتع بصلاحيات اقرار برامج التدريب في المعهد والاشراف على الامتحانات والدروس والبرنامج العلمي، ويشغل السفير عماد مصطفى منصب مدير المعهد منذ عام 2022.

## التأسيس
تأسس المعهد الدبلوماسي السوري كهيئة مستقلة بهدف إعداد وتأهيل الدبلوماسيين والعاملين في وزارة الخارجية.
وقد تم إحداثه بموجب المرسوم التشريعي رقم 20 لعام 2016، ثم عدّل هذا المرسوم بالمرسوم التشريعي رقم 3 لعام 2019، الذي منح المعهد خصائص التنظيمات الإدارية الحديثة.

## الهدف
- إعداد وتأهيل وتدريب وتقييم الكوادر البشرية إعداداً وتأهيلاً رفيعي المستوى في مجال العلوم الدبلوماسية والسياسة الخارجية والدبلوماسية العامة والقانون الدولي والمراسم والعلاقات العامة ومهارات التواصل، باستخدام أفضل التقنيات والوسائل الحديثة وبالتعاون مع أفضل الخبراء والجهات المختصة في المجالات ذات الصلة.[1]

## الرؤية
معهداً رائداً على المستوى الأقليمي والعالمي في تدريب وتأهيل الكوادر البشرية في مجال العلوم الدبلوماسية والسياسة الخارجية والعلوم ذات الصلة